# Bathytoshia brevicaudata
Bathytoshia brevicaudata – gatunek ryby orleniokształtnej z rodziny ogończowatych (Dasyatidae). Największa ogończa świata.

## Występowanie
Można ją zaobserwować w wodach Ocean Indyjski (od Afryki) i zachodnia część Oceanu Spokojnego do Nowej Zelandii i wybrzeży Australii, od płycizn do blisko 500 m głębokości.

## Opis
Osiąga maksymalnie ponad 4 m długości całkowitej wraz z ogonem (przy średnicy dysku ponad 2 m) oraz masę ciała ponad 350 kg. Ciemne ubarwienie grzbietowej części ciała. Ma jadowity, bardzo ostry kolec na ogonie. Jego ukłucie może być śmiertelne. Podrażniona często unosi ogon podobnie jak skorpiony. Nie jest uważana za agresywną. Często obserwowana przez nurków.
Żywi się rybami, małżami, kałamarnicami i skorupiakami. Gatunek żyworodny.

## Wypadki śmiertelne
4 września 2006 w okolicach Port Douglas w stanie Queensland (Australia) od ukłucia kolcem jadowym ogończy Bathytoshia brevicaudata w okolice serca zginął Steve Irwin. Istnieje tylko 17 udokumentowanych przypadków śmierci tego typu na świecie.